# ویلیام واربریک
ویلیام واربریک (انگلیسی: William Warbrick؛ زادهٔ ۶ مارس ۱۹۹۸) بازیکن راگبی ۱۵ نفره اهل نیوزلند است که در رقابت‌های المپیک تابستانی ۲۰۲۰ توکیو به‌همراه تیم ملی راگبی نیوزلند برندهٔ نشان نقره شد. واربریک در پست مهاجم بازی می‌کند و در سطح بین‌المللی در تیم‌های مختلفی از جمله تیم‌های نوجوانان و جوانان نیوزلند نیز به میدان رفته است.